# Herdonia

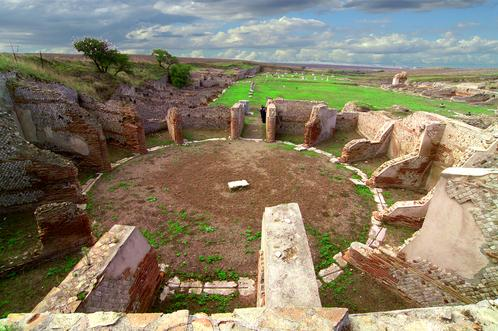
Ausgrabungen bei Ordona

Herdonia (auch Herdoniae, Herdonea oder Ardoneae) war eine antike Stadt in der süditalienischen Landschaft Apulien. Sie lag etwa 25 km südlich von Foggia am Südufer des Flusses Carapelle in der Nähe des heutigen Ordona.
Archäologische Forschungen zeigen, dass der Ort zu Beginn des 3. Jahrhunderts v. Chr. bereits eine bis zu 13 m starke Befestigung durch einen ziegelverstärkten Erdwall besaß. In schriftlichen Quellen wird Herdonia erst im späten 3. Jahrhundert v. Chr. erwähnt, als Hannibal in seiner Nähe mehrmals (212 und 210 v. Chr.) Siege über die Römer errang, die Stadt niederbrannte und ihre Bewohner im Jahr 210 v. Chr. deportierte. Herdonia bestand nach dem Ende des Zweiten Punischen Krieges weiter, erlangte bis zum Beginn der Kaiserzeit aber keine größere Bedeutung. Zu Beginn des 1. Jahrhunderts v. Chr. wurde die Stadtmauer verstärkt. In der Kaiserzeit war Herdonia eine wichtige Station an einer Kreuzung der Via Traiana. Seit der augusteischen Zeit wurde die Stadt monumental ausgebaut. Die Blütezeit Herdonias endete im 3. Jahrhundert bereits wieder, als viele öffentliche Gebäude aufgegeben oder umgebaut wurden.
Wohl seit dem 5. Jahrhundert war Herdonia Sitz eines Bischofs (das Bistum besteht in Form des Titularbistums Erdonia fort). Nach Ausweis der Funde wurde die Stadt bis zum 17. Jahrhundert bewohnt.
Archäologisch ist außer den öffentlichen Bauten der römischen Zeit vor allem die umfangreiche Nekropole außerhalb der Stadt bemerkenswert, die in vorrömische Zeit zurückreicht.